# Kirche Aubachtal

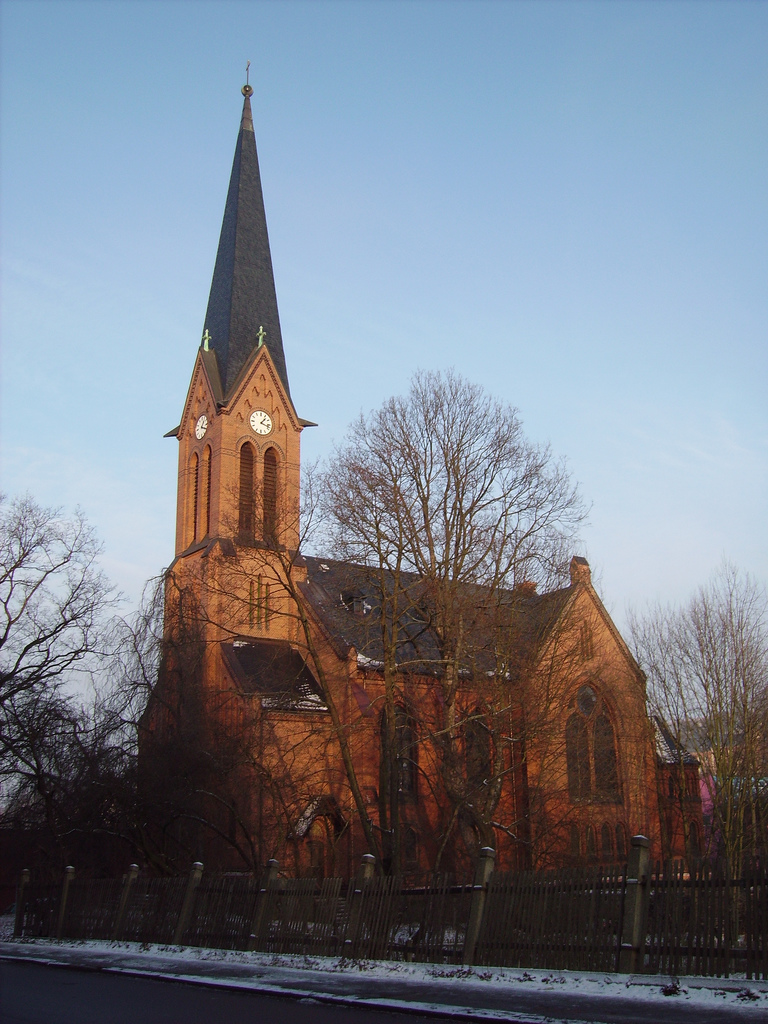
Kirche Aubachtal

Die Kirche Aubachtal steht an der Reichenbacher Straße im Ortsteil Aubachtal der Stadt Greiz in Thüringen. Die im Juni 2021 entwidmete Filialkirche gehörte zuletzt zur Kirchengemeinde Greiz im Pfarrbereich Greiz II des Kirchenkreises Greiz der Evangelischen Kirche in Mitteldeutschland.

## Baubeschreibung
Die neugotische Saalkirche aus unverputztem Ziegel-Mauerwerk wurde 1897 nach Entwurf des Leipziger Architekten Julius Zeißig gebaut. Der Glockenturm steht im Westen, das rechteckige Langhaus hat drei Joche. Das östliche liegt tiefer und ist wie ein Querschiff verbreitert. Daran schließt sich der eingezogene Chor mit 5/8-Schluss an. Der Innenraum ist mit einem spitzbogigen, hölzernen Tonnengewölbe überdeckt, dabei sind die Jochabsätze gurtartig sichtbar.

## Ausstattung
Die Ausstattung ist in Teilen neugotisch. Die Orgel mit 37 Registern, verteilt auf zwei Manuale und Pedal, wurde 1929 von der Dresdner Orgelbauwerkstatt Jehmlich gebaut.
Das dreiflügelige, geschnitzte Altarretabel schuf 1964 Elly-Viola Nahmmacher, ebenso 1956 die Krippe. Nach der Entwidmung der Kirche soll das Altarrelief neben anderen Werken der Künstlerin im Oberen Schloss ausgestellt werden.

## Geschichte
Die Kirche wurde 1892 vom letzten regierenden Greizer Fürsten Heinrich XXII. gestiftet. Schon damals galt sie mit 800 Sitzplätzen als für den Ort überdimensioniert.
Im Herbst 1950 wurde das Turmdach neu eingedeckt. Die Glocken wurden im Oktober 1955 eingeweiht. Die bislang letzte grundhafte Sanierung, einschließlich einer weiteren Sanierung des Kirchendaches, erfolgte Mitte der 1990er Jahre.
Seit Mitte der 2010er Jahre kursierte in Greiz das Gerücht, die unter Denkmalschutz stehende Kirche solle verkauft werden. Das Gotteshaus wurde im Juni 2021 entwidmet und ist zum Verkauf ausgeschrieben.